# Droga krajowa B8 (Cypr)
B8 – droga krajowa na Cyprze. Zaczyna się ona w centrum Limassol, a kończy rondem w Troodos, gdzie dalsza droga przyjmuje nawę B9.